# Ghislarengo
Ghislarengo (piemontesisch Ghislarengh) ist eine Gemeinde in der italienischen Provinz Vercelli, Region Piemont.

## Lage und Einwohner
Ghislarengo liegt 25 km nördlich von Vercelli direkt an der Sesia und hat 792 Einwohner (Stand 31. Dezember 2024). Die Nachbargemeinden sind Arborio, Carpignano Sesia (NO), Lenta, Rovasenda und Sillavengo (NO).
Das Gemeindegebiet umfasst eine Fläche von 12 km².

## Geschichte
Die Endung -engo entspricht dem gemeingermanischen Ortsnamensuffix -ing, -ingen und weist auf eine langobardische Gründung. Der Name Ghislarengo bedeutet Leute des Giselher und hat damit denselben Ursprung wie Geiselhöring.